# گمینا سوبکووه
گمینا سوبکووه (به لهستانی:  Gmina Subkowy) یک گمینا در لهستان است که در شهرستان تچف واقع شده‌است. گمینا سوبکووه ۷۸٫۲۲ کیلومتر مربع مساحت و ۵٬۲۳۶ نفر جمعیت دارد.